# Остаточные медиа
Остаточные медиа — медиа, которые нельзя отнести к новым медиа, но которые, тем не менее, по-прежнему распространены в обществе. Этот термин является альтернативой термину старые медиа. Он призван изменить представление о том, что, когда средства массовой информации устаревают, они становятся никому не нужны и отмирают. «Остаточные медиа» показывают, что все новые культурные явления, так или иначе, но связаны со старыми медиа. После того, как некоторые медиа устаревают, они не умирают. Вместо этого они остаются в нашей культуре — на складских полках, на свалках, они могут быть переняты другими странами и другими культурами. Независимо от того, где эти медиа в конце концов оказываются, они не умирают. Они живут, меняются и развиваются. Остаточные медиа показывают, что переход от новых медиа к старым не так прост и очевиден, что нет четкой границы между устаревшими и новейшими медиа. Примерами остаточных медиа являются письма, открытки, марки, фонографы, киносъемочные аппараты, пленочные фотоаппараты, радио и многое другое.

## История
Сам термин остаточные медиа был впервые сформулирован и применен Чарльзом Акландом в его книге Residual Media. Идея термина происходит из исследования Реймонда Уильямса, посвященного доминирующим, новым и остаточным культурным формам. Он пишет, что остаточные формы представляют собой «ценности, значения и опыт, которые не могут быть выражены через существующую культуру», но «при этом живущие и практикующиеся на основе культурного и социального остатка какой-либо предыдущей социальной формации». При этом доминирующая культура станет основой для новых медиа, в то время как остаточные формы медиа, которые уже были до новых, будут использоваться независимо от них, и даже постепенно вытеснять их. Определение Уильямса остаточных медиа также важно, потому что это подчеркивает, что старые формы медиа «по-прежнему вовлечены в культурный процесс, и не только как элемент прошлого, но и как эффективный элемент настоящего.» Хотя остаточные медиа и устарели, и ссылаются на них меньше, чем на новые медиа, они до сих пор существуют и оказывают влияние на то, что в данный момент является доминирующим. То, как мы взаимодействуем со старым определяет то, как мы взаимодействуем с новым, и наоборот. Идея остаточных медиа тесно связана с теорией Восстановления  Дэвида Болтера и Ричарда Грушина.

## Примеры
- Скевоморфизм-людям нравится, когда некоторые современные предметы имеют узоры или текстуры таких материалов, как дерево , камень и т. д.[4]
- Возрастающая популярность грампластинок -В 2012 году продажи грампластинок в США выросли на 17,7 %, в то время как продажи дисков упали на 13,5 %; в Великобритании продажи грампластинок выросли на 15,3 %, в то время как продажи дисков упали на 20 %.[5]